# Gironella (el Pont de Suert)
Gironella és un antic poble del terme municipal del Pont de Suert, a la comarca de l'Alta Ribagorça. Formà part de l'antic terme de Malpàs des de la promulgació de la Constitució de Cadis, el 1812, fins a la seva incorporació al Pont de Suert el 1968. Actualment, l'antic poble ha quedat reduït a una masia.
El poble era a 989,6 m. d'altura, en un coster a l'esquerra del barranc de Malpàs. S'hi accedeix per una pista asfaltada, que arrenca cap al sud-est del quilòmetre 0,5 de la LV-5212. És al sud del poble de Malpàs.
La seva església, antigament parroquial, romànica, és dedicada a Sant Iscle i Santa Victòria de Gironella, i és 175 metres al nord de la masia actual de Casa Gironella.

## Història
Del castell de Gironella, documentat des del 958 com a possessió de Lavaix, no en queda cap vestigi. Podria haver estat en el lloc de l'actual masia de Gironella.
En el Fogatge del 1553 hi consten, com a Geronella, dos focs (uns 10 habitants).
Pascual Madoz inclou Gironella en el seu Diccionario geografico... del 1849. S'hi pot llegir que el poble és en un turó dins d'una fondalada batuda pel vent del nord, que el combat amb molt de rigor. Està arrecerat, però, de la resta de vents. Tenia dues cases, de les quals una ja era mig derruïda en aquells anys; l'altra era de pedra, de mala aparença. L'església era sufragània de la de Malpàs, i dedicada a sant Iscle i santa Victòria. El cementiri era fora del poble, ben ventilat. A unes 100 passes hi havia una font.
El terreny és muntanyós, aspre i de mala qualitat, on es podien llaurar 40 jornals, entre ells algunes artigues, que produïen 3 per 1 de llavors, a més d'uns hortets en el barranc adjacent. Hi ha roures i freixes que donen fusta per a llenya i per a les reparacions de la casa. S'hi produïa blat, sègol, ordi i llegums. S'hi criaven cabres, ovelles, bous i mules. Hi ha pesca de truites molt bones. Tenia un sol veí (cap de família) i 7 ànimes (habitants).